# Pornainen
Pornainen (/ˈpornɑinen/), hay Borgnäs trong tiếng Thụy Điển) là một đô thị của Phần Lan.
Đô thị này tọa lạc tại tỉnh Nam Phần Lan trong Uusimaa Vùng. Đô thị này có dân số 4.569 (ngày 31 tháng 12 năm 2004)với diện tích là 150,05 km² trong đó có 3,42 km² là diện tích mặt nước. Mật độ dân số là 31,16 người trên mỗi km².
Đô thị này chỉ sử dụng tiếng Phần Lan.